# Flyggtjärnen, Lappland
Flyggtjärnen är en sjö i Arvidsjaurs kommun i Lappland och ingår i Piteälvens huvudavrinningsområde. Sjön har en area på 0,0457 kvadratkilometer och ligger 255,8 meter över havet.

## Delavrinningsområde
Flyggtjärnen ingår i det delavrinningsområde (732265-169323) som SMHI kallar för Ovan Granmyrbäcken. Medelhöjden är 236 meter över havet och ytan är 48,85 kvadratkilometer. Räknas de 39 avrinningsområdena uppströms in blir den ackumulerade arean 739,14 kvadratkilometer. Varjisån som avvattnar avrinningsområdet har biflödesordning 2, vilket innebär att vattnet flödar genom totalt 2 vattendrag innan det når havet efter 110 kilometer. Avrinningsområdet består mestadels av skog (82 procent). Avrinningsområdet har 0,05 kvadratkilometer vattenytor vilket ger det en sjöprocent på 0,1 procent.